# Hemmen

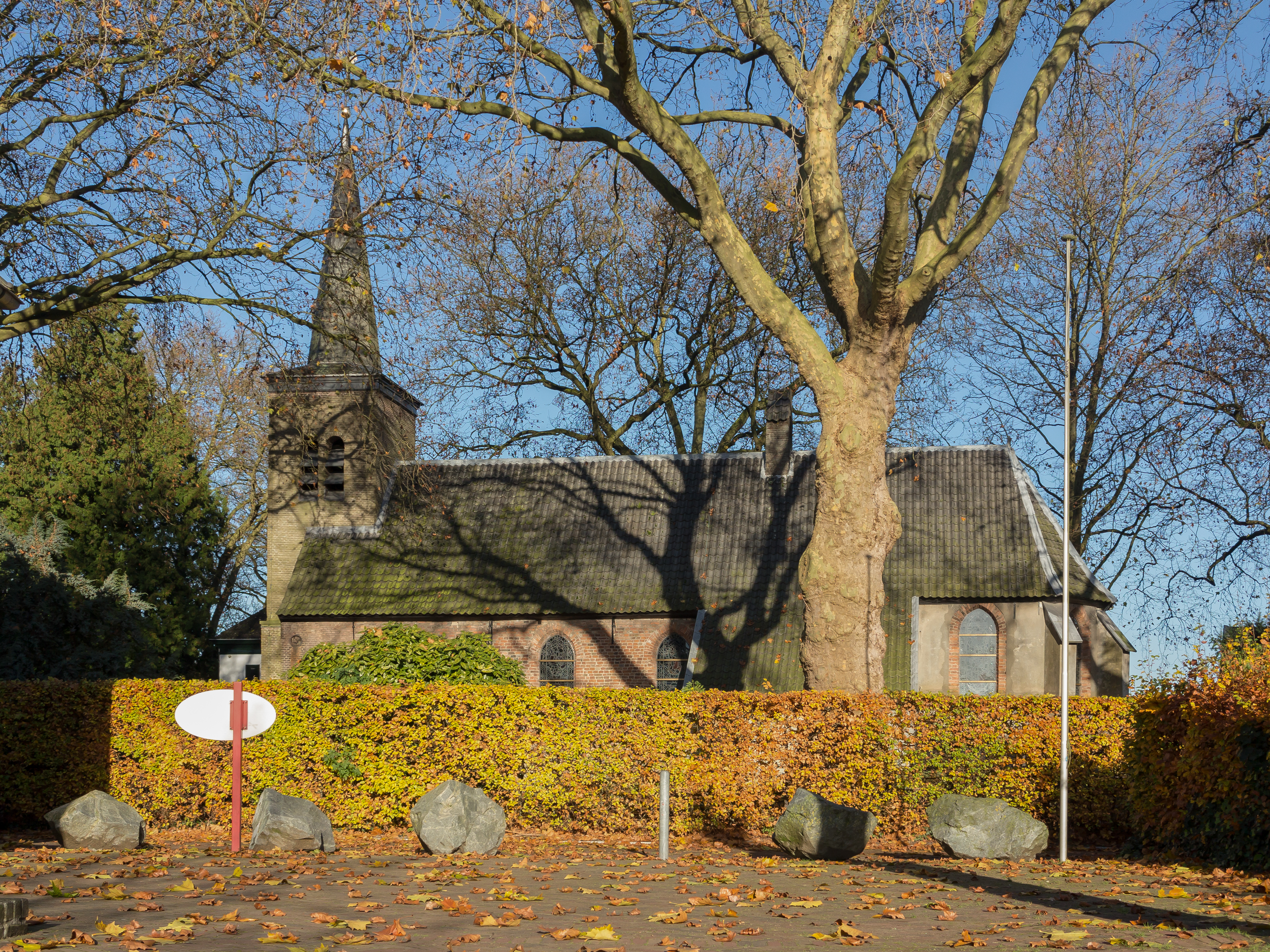
Església de Hemmen

Hemmen és un petit poble de la província neerlandesa de Gelderland. Fa part del municipi de Overbetuwe, a 1 km al nord-oest de Zetten. Hemmen va ser un municipi independent fins al 1955, quan es va fusionar amb Valburg.
Durant l'ocupació francesa als anys 1811-1813 la mairie de Hemmen, va créixer fins a formar el municipi de Hemmen els anys 1814-1817. A part de Hemmen, el municipi també incloïa els pobles d'Andelst, Indoornik, Lakemond i Randwijk i Zetten. El senyor van Hemmen es va oposar a la incorporació a la recentment establerta juridicció administrativa (schoutambt) Valburg i es va oferir a pagar-ne el cost. A partir de l'1 de gener de 1818 es va crear la jurisdicicció administrativa de Hemmen, que només constava del poble de Hemmen. El 1825 es va abolir el schoutambt i va continuar com a municipi de Hemmen fins al 1955 quan va ser abolit l'1 de juliol de 1955. La part més grossa es va afegir al municipi de Valburg, i una petita part va anar a Dodewaard.

## Personatges il·lustres
- Pieter Rijke